# EyeEm
EyeEm是一家全球摄影社区公司，由Florian Meissner、Ramzi Rizk、Gen Sadakane和Lorenz Aschoff在德國柏林創辦。摄影师可以在Eyeem.com和EyeEm移动应用分享照片、互动和学习摄影知识。该公司能用人工智能找到最好的照片，並將這些照片授权给品牌、机构或个人。截至2016年8月，有超过1800万名摄影师入駐该社区，社區的照片數量超过7億。